# Военные деньги
Военные деньги (военная валюта) — деньги, выпускающиеся в период войны. «Военными деньгами» могут называться:
- любые деньги, чеканившиеся и печатавшиеся во время войны и отличающиеся от обычных денег качеством изображения, легендой, формой — широкое определение военных денег, включающее все их виды[1][2];
- денежные знаки военного времени, отличавшиеся от монет мирного времени более дешёвым материалом — более узкое определение «военных денег» (римские монеты с пониженным содержанием металла, выпускавшиеся после поражения при Каннах, далер Гёрца и др.)[2];
- оккупационные деньги, выпускавшиеся на оккупируемых территориях — ещё более узкое определение «военных денег»[3][4].

Борис Соколов выделяет следующие типы военных денег:
- Оккупационные денежные знаки
- Денежные знаки освобождения
- Частные военные платёжные инструменты
  - армейские платёжные средства
  - боны для лагерей военнопленных[5]

## Оккупационные деньги
Оккупационные валюты — один из видов военных денег, используемый для покрытия военных расходов на оккупируемой территории, а также в качестве средства получения скрытой контрибуции. Оккупационные денежные знаки выпускались как с названиями денежных единиц стран-эмитентов (например — оккупационная рейхсмарка), так и с названиями денежных единиц оккупированных территорий (например — военный лей). Между оккупационной валютой и местными денежными знаками устанавливается принудительный курс, по которому производится обмен одной валюты на другую.

## Галерея
- 50 остмарок, 1918 год
- 10 рейхспфеннигов, 1940 год
- 1 гульден, 1942 год
- 1 фунт, 1942 год
- 50 карбованцев, 1942 год
- 1 пенгё, 1944 год
- 1000 марок, 1944 год
- 20 иен, 1945 год